# Anders Gustafsson (kanotist)
Anders Gustafsson, född 7 april 1979 i Jönköping är en svensk kanotist som tävlar för Jönköpings kanotklubb. Han mäter 192,5 cm och väger 92 kg.
Gustafsson var med i det svenska K4-laget vid OS i Sydney 2000 som kom på 8:e plats i K4-1 000m. I Aten 2004 tävlade han i K1-500m och nådde semifinal. I Peking 2008 gick Gustafsson till final i K1-500m och slutade där på 7:e plats. Han deltog även i K2-1000m i par med Markus Oscarsson, men de gav upp i försöksheatet. I London 2012 gick Gustafsson till final i K1-1000m och slutade 5:a.
Gustafsson är Stor grabb nummer 130 på Svenska Kanotförbundets lista över mottagare för utmärkelsen Stor kanotist.

## Meriter
- 2007: EM-Silver K1 500m
- 2009: VM-Silver K1 500m, VM-silver K1 1000m
- 2009: Europamästare K1 500m, EM-silver K1 1000m
- 2009: Totalsegrare Världscupen, (2 guld, 2 silver,1 brons)
- 2010: Världsmästare på K1 500 meter
- 2010: EM-Silver K1 500m
- 2011: VM-Silver K1 1000m
- 2011: EM-Silver K1 500m
- 2012: Europamästare K1 500m